# 达布罗瓦盆地

达布罗瓦盆地旗帜

达布罗瓦盆地（波蘭語：Zagłębie Dąbrowskie）是波兰南部的一个地理和历史区域。它构成小波兰的西部。它与邻近的上西里西亚在文化和历史上有一些相似之处。这个地区有时在英语文献中被称为“扎格列比”（即波兰语词汇“盆地”的音译）或“扎格列比亚”，特别是在用英语书写的犹太出版物中。19世纪，在该地区发现大量煤矿。